# Província de Pescara
La província de Pescara  és una província que forma part de la regió dels Abruços dins d'Itàlia. La seva capital és Pescara.
És la província de la regió més petita, tot i que té la major densitat de població i la ciutat més poblada dels Abruços. Limita al nord amb la província de Teramo, al nord-est amb el mar Adriàtic, al sud i l'est amb la província de Chieti, i a l'oest i al sud amb la província de L'Aquila.
Té una àrea de 1.230 km², i una població total de 321.172 hab. (2016). Hi ha 46 municipis a la província.